# Ypao Beach
Ypao Beach är en strand i Guam (USA).   Den ligger i kommunen Tamuning, i den centrala delen av Guam, 5 km nordost om huvudstaden Hagåtña. Ypao Beach ligger vid viken Tumon Bay tillsammans med stränderna Naton Beach och Gognga Beach.